# Клераво
Клераво́ (фр. Clairavaux, окс. Claravau) — коммуна во Франции, находится в регионе Лимузен. Департамент коммуны — Крёз. Входит в состав кантона Ла-Куртин. Округ коммуны — Обюссон.
Код INSEE коммуны — 23063.

## Население
Население коммуны на 2010 год составляло 153 человека.
| 1962 | 1968 | 1975 | 1982 | 1990 | 1999 | 2010 |
| ---- | ---- | ---- | ---- | ---- | ---- | ---- |
| 298  | 247  | 204  | 148  | 171  | 153  | 153  |

## Экономика
В 2010 году среди 89 человек трудоспособного возраста (15—64 лет) 66 были экономически активными, 23 — неактивными (показатель активности — 74,2 %, в 1999 году было 67,5 %). Из 66 активных жителей работали 63 человека (40 мужчин и 23 женщины), безработных было 3 (1 мужчина и 2 женщины). Среди 23 неактивных 5 человек были учениками или студентами, 13 — пенсионерами, 5 были неактивными по другим причинам.